# تیاگو جنتیل
تیاگو جنتیل (به پرتغالی: Tiago Gentil) مهاجم اهل برزیل است که در شهر سائوپائولو و در تاریخ ۸ آوریل ۱۹۸۰ به دنیا آمده‌است.
تیاگو جنتیل در تیم‌های فوتبال Náutico سابقهٔ حضور دارد.